# Lista de localidades das quais Águeda de Catânia é patrona
Águeda de Catânia é uma virgem e mártir do século III, que teria sofrido martírio durante a perseguição aos cristãos deflagrada no reinado do imperador Décio (r. 249–251). Seu culto é muito difundido dentro e fora da Europa, havendo inúmeras localidades que consideram-a padroeira ou ao menos possuem templos ou cultos em sua honra. Aqui há uma lista incompleta destas localidades:
- Alemanha
  - Aschafemburgo;
  - Agataberga;
- Bélgica
  - Berchem-Sainte-Agathe;
- Canadá
  - Sainte Agathe des Monts;
- Espanha
  - Alsasua;
  - Baracaldo;
  - Benicasim;
  - Burgos;
  - Castrejana;
  - Castrejón de la Peña;
  - Catral;
  - Gorbea;
  - Jérica;
  - Lagata;
  - País Basco;
  - Peñalba de San Esteban;
  - Pinarejo;
  - Santa Cruz de la Palma;
  - Sencelles;
  - Sorihuela del Guadalimar;
  - Torres de Berrellén;
  - Valle de Hecho;
  - Veganzones;
  - Villalba del Alcor;
  - Chilches;
  - Zaidín;
  - Zamarramala;
- França
  - Gundolsheim;
  - Le Fournet;
  - Maillane;
  - La Plaine-des-Palmistes;
  - Rumilly;
  - Saint-Pierre-d’Albigny;
  - Sulignat;
- Itália
  - Alia;
  - Asciano;
  - Besenello;
  - Campogialli;
  - Cápua;
  - Catânia;
  - Fossalunga;
  - Gallipoli;
  - Marcignago;
  - Martinengo;
  - Montemaggiore Belsito;
  - Ornago;
  - Palermo;
  - Prossedi;
  - Radicofani;
  - Sant'Agata Bolognese;
  - Sant'Agata Feltria;
  - Sant'Agata Fossili;
  - Sant'Agata de' Goti;
  - Sant'Agata del Bianco;
  - Sant'Agata di Esaro;
  - Sant'Agata di Militello;
  - Sant'Agata di Puglia;
  - Sant'Agata sul Santerno;
  - Santhià;
  - Tovo di Sant'Agata;
  - Tremenico;
  - Trescore Cremasco;
- Países Baixos
  - Beverwijk;
  - Leidschendam;
- Portugal
  - Águeda[2]
- San Marino